# عبد الله البري وعبد الله البحري (مسلسل)
عبد الله البري وعبد الله البحري، مسلسل كويتي للأطفال من بطولة الفنان عبد الرحمن العقل أنتج وعرض بعام 1994، عن قصة مقتبسه من قصص ألف ليلة وليلة، كتبها زهير الدجيلي وأخرجها كنعان حمد.

## القصة
تدور القصة حول «عبد الله» الذي يعمل صيادًا للسمك كي يعول أسرته خصوصًا بعد وفاه والده، وفي إحدى المرات وأثناء قيامه بالصيد تقوم شبكته باصطياد شخص يعلمه بعد ذلك إن اسمه «عبد الله» أيضًا وهو من سكان تحت البحار ويقرران أن يسميان أنفسهما «بعبد الله البري» و«عبد الله البحري»، وأتفقا على أن يقوم «البحري» بإعطاء «البري» لؤلؤ نظير قيام «البري» بتزويده بفواكة وهو ما ينقص سكان البحار، ويؤدي ذلك إلى أن يتغير الحالة المادية «لعبد الله البري» ويفتح عليه أطماع بعض الأشرار بالقرية ويحاولون أن يكشفوا سر اللؤلؤ وذلك لرغبتهم بالاستيلاء عليه. تمرض والده «عبد الله البري» ويعجز الأطباء عن علاجها إلا أن «عبد الله البحري» يخبره بأن علاجها متوفر في عالم البحار، ويقرران أن يذهبان برحلة في البحار من أجل احضار الدواء، ويمران خلال رحلة البحث عن الدواء بعدد من المغامرات حتى يصلان إلى الدواء.

## الفنانين المشاركين
- عبد الرحمن العقل .. في دور عبد الله البري.
- علي جمعة .. في دور عبد الله البحري.
- باسمة حمادة. في دور غزلان.
- أحمد جوهر. في دور أبو داوود
- حمد ناصر. في دور أبو ناصر
- محمد حسن. في دور الوكيل أبو عقاب
- علي سلطان. في دور الأشعل
- لطيفة المجرن. في دور ام عبد الله البري
- محمد العجيمي في دور براك
- مشاعل شداد. في دور هنادي
- منى شداد. في دور زوريه
- هيا الشعيبي. في دور العجوز الشريرة
- رشا مصطفى. في دور الأميرة موج البحر
- خليل زينل في دور عمران
- شايع الشايع في دور ضبعان
- هاني مطر في دور ناصر